# 卡皮尼亚诺塞西亚
卡皮尼亚诺塞西亚（義大利語：Carpignano Sesia），是意大利诺瓦拉省的一个市镇。总面积14平方公里，人口2544人，人口密度181.7人/平方公里（2009年）。ISTAT代码为003036。

## 友好城市
- 法國马泰